# 5. Nationalparlament Osttimors
Das 5. Nationalparlament Osttimors wurde bei den Parlamentswahlen in Osttimor 12. Mai 2018 als neue Legislative Osttimors gewählt. Damit endete die Legislaturperiode des 4. Nationalparlament Osttimors und die Amtszeit der VII. konstitutionellen Regierung Osttimors unter Premierminister Marí Bin Amude Alkatiri (FRETILIN), die bis zur Vereidigung des neuen Premierministers Taur Matan Ruak (PLP) am 22. Juni 2018 die Amtsgeschäfte weiterführte. Im 5. Nationalparlament Osttimors waren sieben Parteien vertreten.

## Abgeordnete

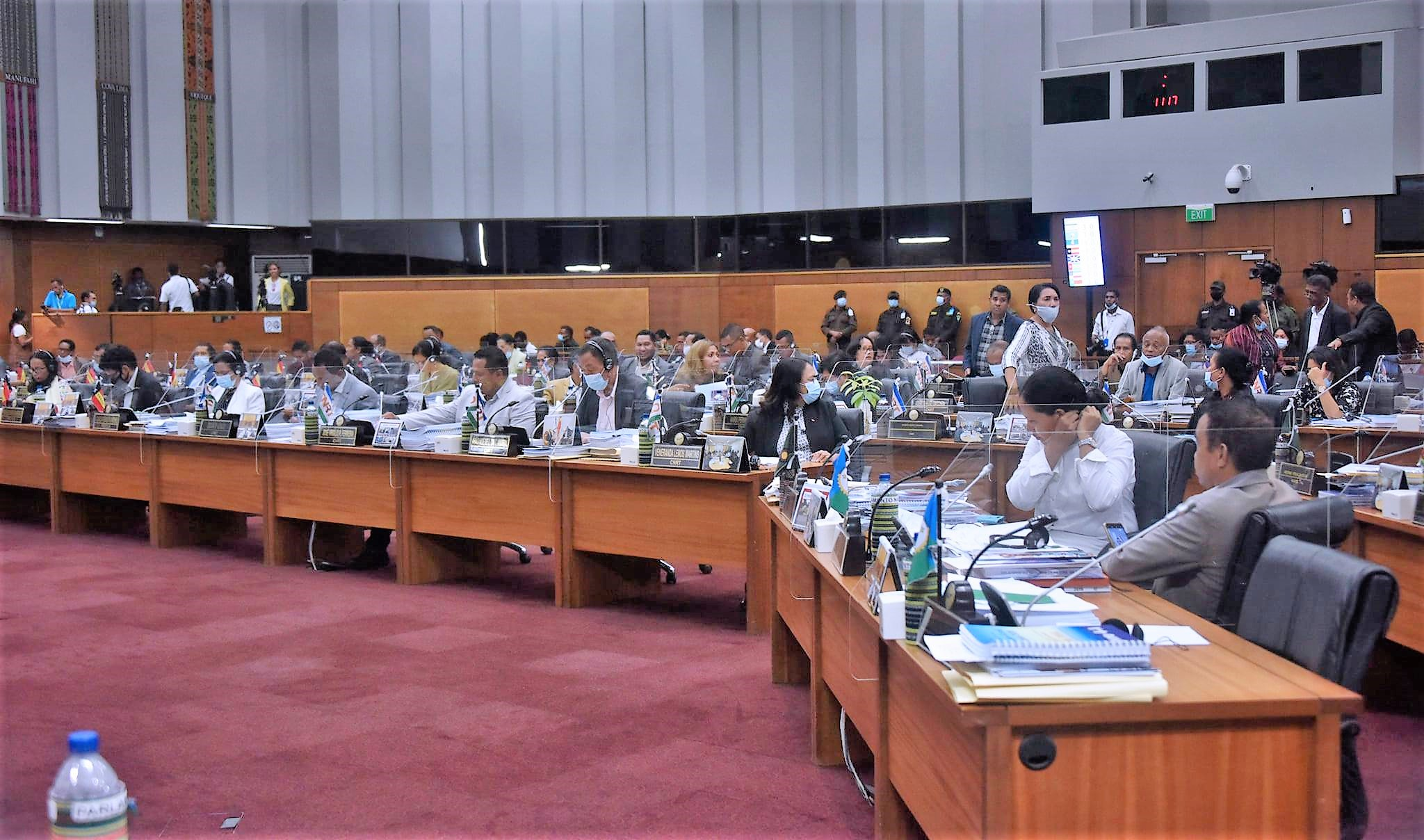
Blick auf die Abgeordnetenbänke von vorn (2020)

Stärkste Kraft war bis 2020 die Aliança para Mudança e Progresso AMP (ein Bündnis aus Congresso Nacional da Reconstrução Timorense CNRT, Partidu Libertasaun Popular PLP und Kmanek Haburas Unidade Nasional Timor Oan KHUNTO) mit 34 Sitzen, gefolgt von der FRETILIN mit 23 Sitzen, der Partido Democrático PD mit 5 Sitzen und der neueingezogenen Frenti Dezenvolvimentu Demokratiku FDD (ein Bündnis aus Partidu Unidade Dezenvolvimentu Demokratiku PUDD, União Democrática Timorense UDT, Frenti-Mudança FM und Partido do Desenvolvimento Nacional PDN) mit drei Sitzen.

## Geschehen
Bei den Parlamentswahlen am 12. Mai konnte die FRETILIN zwar die Anzahl ihrer Sitze bewahren, die AMP erhielt aber die absolute Mehrheit mit 34 Sitzen. Die PD kam nur noch auf fünf Sitze. Neu in das Parlament zog die Frenti Dezenvolvimentu Demokratiku (FDD) mit drei Sitzen ein, ein Bündnis aus Partidu Unidade Dezenvolvimentu Demokratiku (PUDD), União Democrática Timorense (UDT), Frenti-Mudança (FM) und Partido do Desenvolvimento Nacional (PDN). CNRT, PLP und KHUNTO, die Mitgliedsparteien der AMP, bilden im Parlament jeweils eigene Fraktionen. Beim Ausscheiden von AMP-Abgeordneten, verzichten Listenkandidaten zugunsten eines Parteifreundes des ausscheidenden Abgeordneten.
Das neue Parlament trat erstmals am 13. Juni 2018 zusammen. Mit 36 gegen 29 Stimmen wurde Arão Noé da Costa Amaral vom CNRT zum neuen Parlamentspräsident gewählt. Während der Wahl der weiteren Mitglieder des Parlamentspräsidiums verließen die Abgeordneten von FRETILIN, PD und der PUDD-Vertreter aus Protest den Plenarsaal. Sie sahen eine Verletzung der Parlamentsregeln, weil unter den Kandidaten ihre Parteien nicht vertreten waren und der Proporz nicht berücksichtigt wurde. Entsprechend erhielten die Gewählten 36 Ja-Stimmen der verbliebenen Parlamentarier, bei 29 Enthaltungen. Erste Stellvertreterin wurde Maria Angelina Lopes Sarmento (PLP), zweiter Luís Roberto da Silva (KHUNTO). Zur Sekretärin des Präsidiums wurde Maria Terezinha Viegas (CNRT) gewählt. Erste Stellvertreterin wurde Isabel Maria Barreto Freitas Ximenes (FM), zweite Regina Freitas (PLP).
Die Meinungsverschiedenheit über die Rechtmäßigkeit der Präsidiumswahl führte zum Bruch innerhalb der FDD und am 17. Juni zur Auflösung des Bündnisses. UDT und FM bilden aber seit dem 21. Juni eine gemeinsame Fraktion. Taur Matan Ruak wurde am 22. Juni 2018 zum Premierminister vereidigt.
Am 17. Januar 2020 verweigerten die CNRT-Abgeordneten dem Regierungsentwurf für den Staatshaushalt. Die AMP zerbrach. Am 22. Februar unterzeichneten CNRT, KHUNTO, PD, UDT, FM und PUDD öffentlich eine Koalitionsvereinbarung zur Bildung einer neuen Regierung. Das Bündnis verfügt über 34 Sitze und damit über die parlamentarische Mehrheit. Der Vorschlag des Bündnisses, Xanana Gusmão (CNRT) zum Premierminister zu ernennen, wurde von Staatspräsident Francisco Guterres aber nicht beantwortet. Indes bildeten PLP und FRETILIN eine Plattform, um die Regierung bis zum Ende der Legislaturperiode im Amt zu halten. So kam es, dass Abgeordnete von CNRT und KHUNTO gegen Vorschläge von Regierungsmitgliedern stimmten, die derselben Partei angehören und FRETILIN-Abgeordnete eine Regierung unterstützen, in der ihre Partei nicht vertreten ist. Nach Beginn der COVID-19-Krise erklärte auch die KHUNTO, sie unterstütze ebenfalls von nun an die derzeitige Regierung, auch wenn sie im Parlament in der Oppositionskoalition bleibt. Als unter anderem die KHUNTO-Abgeordneten gegen die Koalitionsorder für eine Verlängerung des Ausnahmezustands stimmten, erklärte CNRT-Fraktionschef Duarte Nunes die Koalition für schon gestorben. Kurz darauf erklärte die KHUNTO offiziell ihren Austritt aus der Koalition. Premierminister Taur Matan Ruak und Marí Alkatiri kündeten an, dass fünf Vertreter der FRETILIN die vakanten Stellen in der Regierung übernehmen würden. Die sechste wolle man der PD anbieten.

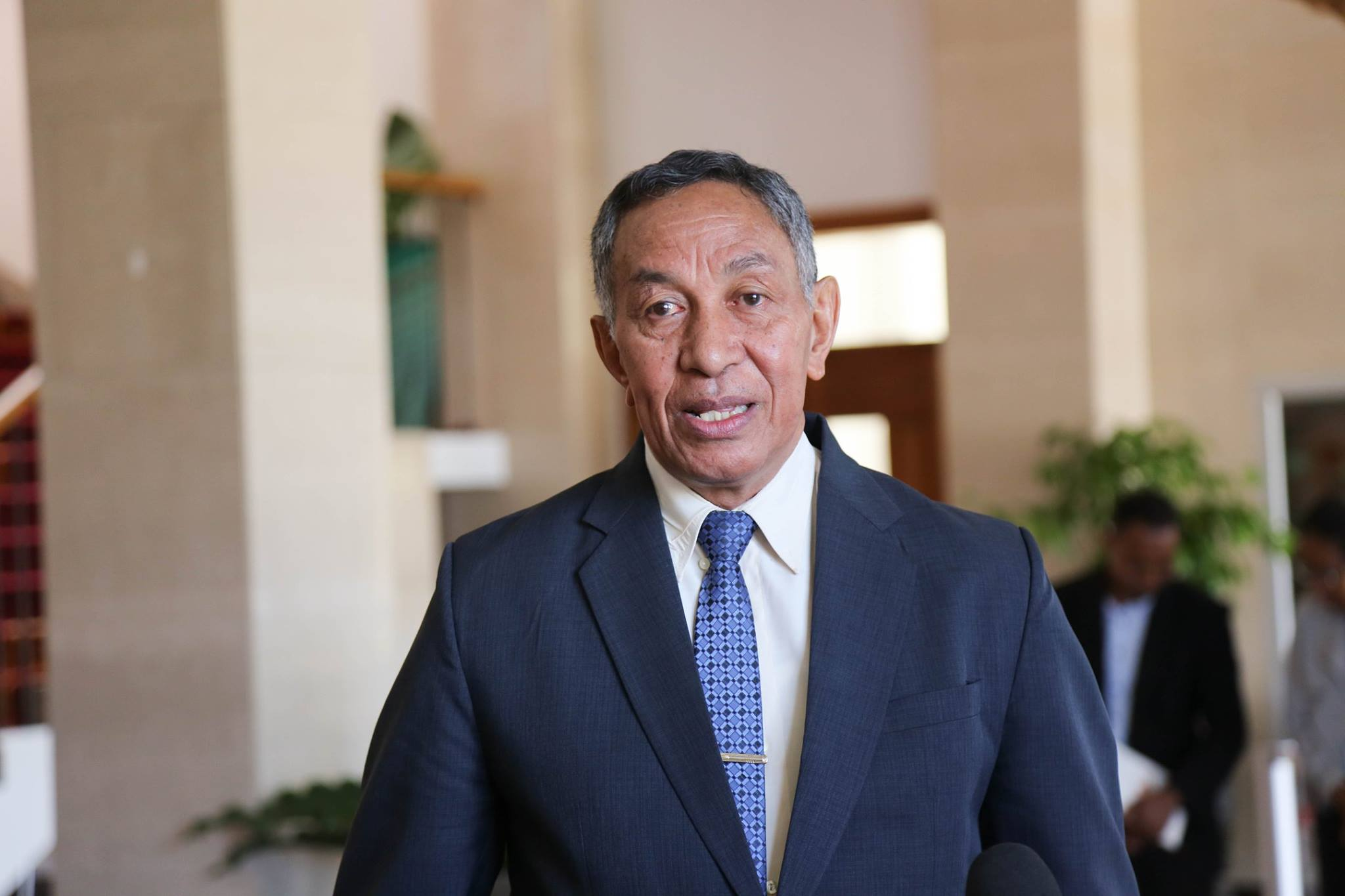
Arão Noé da Costa Amaral (2018)

Am 5. Mai 2020 beantragten FRETILIN, PLP und KHUNTO die Absetzung des Parlamentspräsidiums. Es gäbe „eine große Sorge im Zusammenhang mit der Arbeit des Parlaments und der Führung des aktuellen Präsidenten des Parlaments“ Amaral. Amaral habe die Interessen des CNRT bevorzugt und das Parlament in seiner Arbeit boykottiert, so bei der Verzögerung der Entscheidung über die Verlängerung des Ausnahmezustands. Er versuche damit den Staatspräsidenten zur Auflösung des Parlaments und zu Neuwahlen zu drängen. Amaral wies den Antrag aus formalen Gründen zurück, und erklärte, man prüfe noch die Formulierungen. Da die Frist nach Geschäftsordnung von fünf Tagen nicht eingehalten wurde, lud Vizeparlamentspräsidentin Sarmento nach zwei Wochen Verzögerung für den 18. Mai zur Parlamentssitzung und Entscheidung über die Absetzung des Präsidiums, auch wenn Amaral nicht anwesend sein sollte.

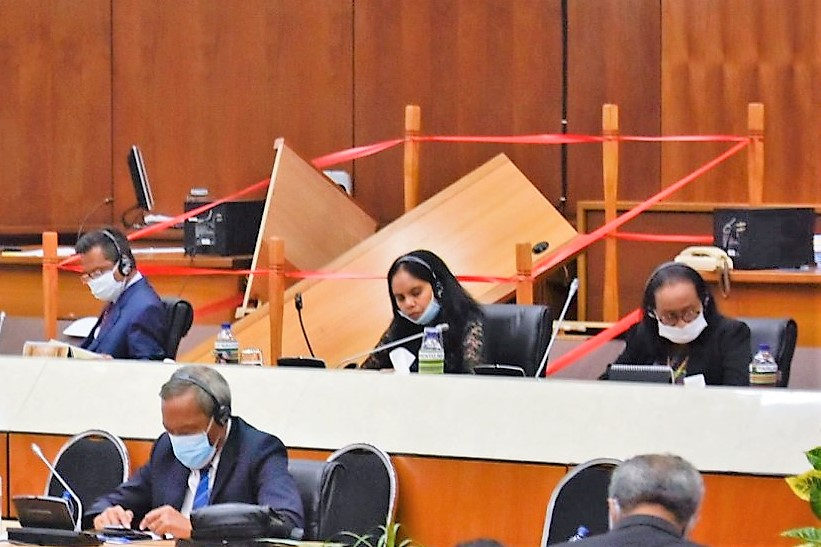
Das zerstörte Präsidium hinter Vize Maria Angelina Lopes Sarmento

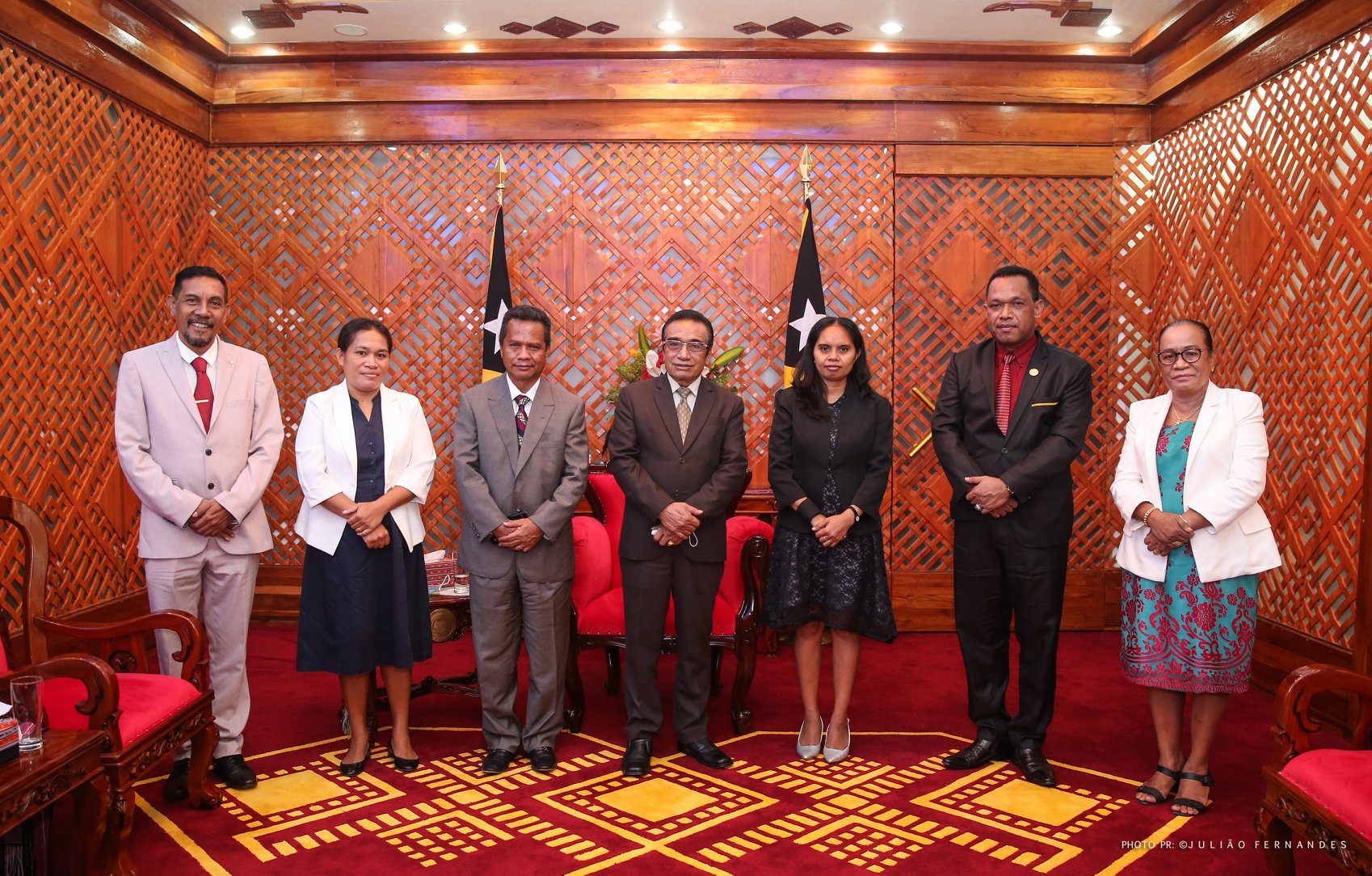
Das neue Parlamentspräsidium beim Staatspräsidenten (2. Juni 2020)

Die Sitzungen am 18. und 19. Mai verliefen chaotisch. Abgeordnete des CNRT blockierten unter Schubsen und Schreien versperrten zunächst den beiden Vizepräsidenten Sarmento und Luís Roberto da Silva (KHUNTO) den Zugang zu den Plätzen des Präsidiums. Sie konnten sich schließlich auf ihren Stühlen niederlassen, während der Sitz des Präsidenten vom CNRT-Abgeordneten José Virgílio Rodrigues Ferreira blockiert wurde. Die Sitzung konnte Sarmento trotzdem nicht eröffnen, da die Mikrofone im Plenum von den Mitarbeitern nicht eingeschaltet wurden. Nach einigen Stunden verließen die Abgeordneten das Plenum wieder ohne Abstimmung zum Mittagessen. Sarmento kündigte an, Beschwerde gegen die CNRT-Abgeordneten einreichen zu wollen. Auf Ersuchen von Parlamentspräsident Amaral gab der portugiesische Verfassungsrechtler Jorge Bacelar Gouveia auch eine Bewertung über den Versuch von dessen Entlassung ab und nannte auch diese verfassungswidrig. Die Verfassung sähe keine Enthebung des Parlamentspräsidenten aus seinem Amt durch die Abgeordneten vor. Auch die Übernahme der Einberufung des Parlaments durch die Vizepräsidentin sei nicht korrekt. Sarmento widersprach, sie habe mehrfach ohne direkte Anweisung, die Parlamentssitzung geleitet, wenn Amaral nicht anwesend war. Amaral nannte den Versuch der Vizepräsidentin einen Angriff (assalto) auf die Verfassung.

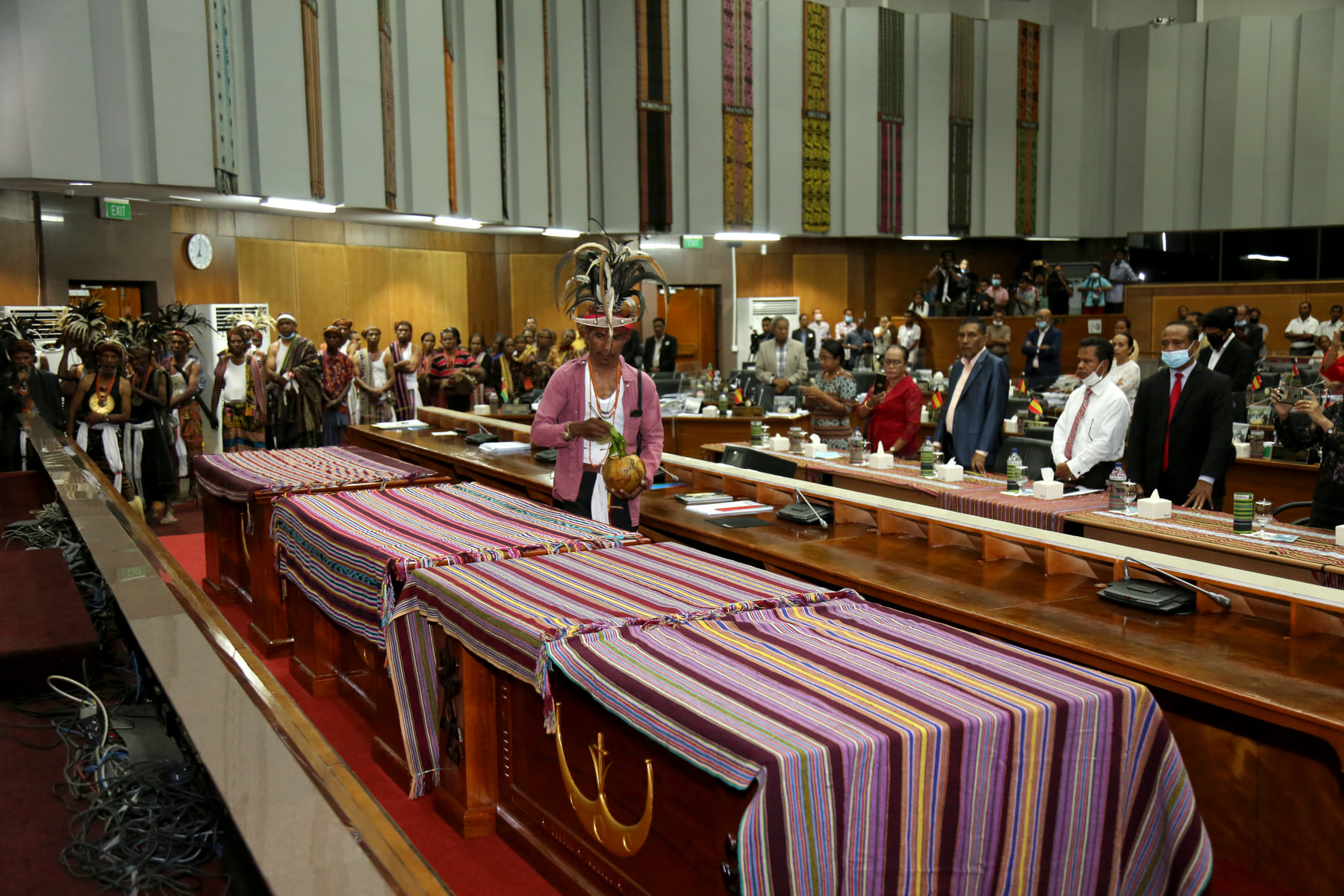
Segnung der neuen Pulte des Parlamentspräsidiums
(4. September 2020)

Als Sarmento am folgenden Tag zu ihrem Sitz des stellvertretenden Parlamentspräsidenten ging, stellten sich ihr wieder CNRT-Abgeordnete entgegen. Sie warfen den Tisch mit der Verkleidung um und Stühle darüber. Es wurde geschrien und geschubst, bis Polizisten den Bereich des Präsidiums räumten und alle Abgeordneten davon fernhielten. Sarmento nahm unterhalb Platz, wo normalerweise die Regierungsvertreter im Parlament sitzen. Umgeben von Sicherheitspersonal versuchte sie über einen tragbaren Lautsprecher die Sitzung zu eröffnen. CNRT-Abgeordnete beschuldigten die Mehrheit von FRETILIN, PLP und KHUNTO der Machtergreifung, während deren Vertreter dem CNRT Vandalismus und Machtmissbrauch durch Amaral vorwarfen. Die CNRT-Mitglieder hämmerten jedes Mal auf die Tische, wenn Abgeordnete der anderen Parteien das Wort ergreifen wollten. Ohne die Stimme von Sarmento hören zu können, hoben schließlich die Mehrheitsvertreter ihre grünen Stimmkarten, um die Tagesordnung für die Entlassung von Parlamentspräsident Amaral zu stimmen. Schließlich wurde eine improvisierte Urne aufgestellt und die Mehrheitsvertreter warfen vorbereitete Stimmzettel zur Abstimmung hinein. Als der FRETILIN-Abgeordnete David Ximenes eine weiße Tafel zum Auszählen aufstellte, versuchte José Virgílio Rodrigues Ferreira diese zu entfernen und es kam beinahe zu körperlichen Handgreiflichkeiten, so dass erneut Polizeibeamte einschritten. Die Auszählung ergab 36 Stimmen, entsprechend der Anzahl der Abgeordneten von FRETILIN, PLP und KHUNTO, für die Absetzung, bei null Gegenstimmen und null Enthaltungen. Mit 40 Stimmen wurde Aniceto Guterres Lopes von der FRETILIN zum neuen Parlamentspräsidenten gewählt. Zu den Stimmen der Mehrheitsgruppierung kamen vier Stimmen aus der Reihe der fünf PD-Abgeordneten. António da Conceição nahm als einziger PD-Vertreter an der Abstimmung teil. Während der Abstimmung über die Absetzung von Amaral hatten alle PD-Abgeordneten noch den Plenarsaal verlassen. Conceição bestätigte Uneinigkeit in der Partei betreffs des zukünftigen Kurses. Die CNRT-Abordneten schrien nach Verkündung der Neuwahl erneut auf und die Polizei musste ein drittes Mal eingreifen.
Neben Amaral verloren auch Maria Terezinha Viegas und Isabel Maria Barreto Freitas Ximenes ihre Plätze im Präsidium. Lídia Norberta dos Santos Martins (FRETILIN) wurde neue Sekretärin des Präsidiums und António Maria Nobre Amaral Tilman (KHUNTO) übernahm den Posten des ersten stellvertretenden Sekretärs.
Am 4. September 2020 wurde mit einer feierlichen Zeremonie die bei der Auseinandersetzung zerstörte Präsidiumsbank durch eine neue ersetzt, die mit zwei stilisierten Krokodilen und einer Kaibauk mit einem Kreuz verziert ist. Unter dem Staatswappen an der Wand hängen nun zwei Suriks.
Am 24. November entließ Parlamentspräsident Lopes die Parlamentsgeneralsekretärin Cedelizia Faria dos Santos. Lopes warf ihr vor, sie habe bei den Sitzungen zum Machtwechsel im Präsidium zum Chaos beigetragen, zum Beispiel durch Stromausfälle. Santos kündigte an, gegen die Kündigung gerichtlich vorgehen zu wollen.
Nachdem seit dem 13. Februar Abgeordnete des CNRT sechsmal durch Abwesenheit die Wahl des neuen Kommissars der Comissão Anti-Corrupção (CAC) blockierten, da so die Beschlussfähigkeit nicht zustande kam, leitete das Parlamentspräsidium am 21. März ein Verfahren gegen 16 Abgeordnete ein, wodurch sie ihr Mandat verlieren sollten. Die Geschäftsordnung des Parlaments sah unter anderem den Verlust des Mandats für denjenigen vor, der „an fünf aufeinanderfolgenden Sitzungen des Plenums oder der Ausschüsse nicht teilnimmt“. Die fünf übrigen CNRT-Abgeordnete hatten in dem beanstandeten Zeitraum zumindest zwischenzeitlich einmal die Anwesenheitsliste unterzeichnet. Der CNRT kritisierte das Verfahren, da die Abwesenheit nicht ungerechtfertigt sei, sondern ein Protest der CNRT-Fraktion. „Die Mehrheit will unsere Anwesenheit nur ausnutzen, um den Kommissar zu wählen,“ erklärte Fraktionschef Duarte Nunes. Der CNRT sprach den Regierungskandidaten José da Costa Ximenes die nötige Unabhängigkeit und Eignung ab. Hätten alle 16 Abgeordneten ihr Mandat verloren und der CNRT keine Ersatzabgeordnete entsendet, wäre das Parlement handlungsunfähig gewesen, da Abschnitt 93 der Verfassung eine Mindestanzahl von 52 der 65 Abgeordneten vorschreibt. Möglicherweise hätte der Staatspräsident das Parlament zwei Monate vor der regulären Wahl aufgelöst. Dazu kam es aber nicht mehr.

### Ausschüsse
Am 4. Juli 2018 wurden die Vorsitzenden und die Besetzung der Parlamentsausschüsse bestimmt. Wieder waren in den Präsidien der Ausschüsse FRETILIN und PD unterrepräsentiert. Die FRETILIN hatte nur einen Sekretärsposten, die PD war, genauso wie die drei Kleinparteien, nicht in den Ausschussvorständen vertreten.
| Ausschüsse (Kommissionen) 2018–2020                                                                      |                                      |                                      |                                            |
| Kommission                                                                                               | Präsident                            | Vizepräsident                        | Sekretär                                   |
| Kommission A: Kommission für konstitutionelle Fragen und Justiz                                          | Carmelita Caetano Moniz (CNRT)       | Francisco de Vasconcelos (PLP)       | Óscar de Araújo (CNRT)                     |
| Kommission B: Kommission für Außenangelegenheiten, Verteidigung und Sicherheit                           | Adérito Hugo da Costa (CNRT)         | Cornélio da Conceição Gama L7 (PLP)  | Leandro Lobato (CNRT)                      |
| Kommission C: Kommission für Öffentliche Finanzen                                                        | Maria Fernanda Lay (CNRT)            | Rosalina Ximenes (PLP)               | António Maria Nobre Amaral Tilman (KHUNTO) |
| Kommission D: Kommission für Wirtschaft und Entwicklung                                                  | Virgínia Ana Belo (CNRT)             | Ricardo Baptista (CNRT)              | Olinda Guterres (KHUNTO)                   |
| Kommission E: Kommission für Infrastruktur                                                               | Abel Pires da Silva (PLP)            | Marcos Xavier (CNRT)                 | Maria Anabela Sávio (FRETILIN)             |
| Kommission F: Kommission für Bildung, Gesundheit, soziale Sicherheit und Gleichstellung der Geschlechter | Maria Gorumali Barreto (CNRT)        | Noé da Silva Ximenes Buka Tuir (PLP) | Lúcia Taeki (CNRT)                         |
| Kommission G: Kommission für Bildung, Jugend, Kultur und Bürgerrechte                                    | Albina Marçal Freitas (CNRT), † 2019 | Sabino Soares Guntur (PLP), † 2021   | Gabriel Soares (CNRT)                      |

Mit dem Regierungswechsel und dem Wechsel im Parlamentspräsidium wurden am 16. Juni 2020 auch die Posten und Sitze in den Kommissionen neu verteilt. Der CNRT verschwand aus allen Vorständen und wurde durch Abgeordnete der FRETILIN ersetzt. Die PD verfügt über einen Sekretärsposten.
| Ausschüsse (Kommissionen) 2020–2023 | |                                                   |                                          |                                        |
| Foto (Dez. 2020)                    | Kommission                                                                                               | Präsident                                         | Vizepräsident                            | Sekretär                               |
|                                     | Kommission A: Kommission für konstitutionelle Fragen und Justiz                                          | Joaquim dos Santos (FRETILIN)                     | Francisco de Vasconcelos (PLP)           | José Pacheco Soares (FRETILIN)         |
|                                     | Kommission B: Kommission für Außenangelegenheiten, Verteidigung und Sicherheit                           | José Agostinho Sequeira (FRETILIN)                | Cornélio da Conceição Gama L7 (PLP)      | Elvina Sousa Carvalho (PD)             |
|                                     | Kommission C: Kommission für Öffentliche Finanzen                                                        | Maria Angélica Rangel da Cruz dos Reis (FRETILIN) | Rosalina Ximenes (PLP)                   | Nélia Soares Menezes (FRETILIN)        |
|                                     | Kommission D: Kommission für Wirtschaft und Entwicklung                                                  | Antoninho Bianco (FRETILIN)                       | Olinda Guterres (KHUNTO)                 | Alexandrino Cardoso da Cruz (FRETILIN) |
|                                     | Kommission E: Kommission für Infrastruktur                                                               | Abel Pires da Silva (PLP)                         | Fabião de Oliveira (CNRT)                | Maria Anabela Sávio (FRETILIN)         |
|                                     | Kommission F: Kommission für Bildung, Gesundheit, soziale Sicherheit und Gleichstellung der Geschlechter | Noé da Silva Ximenes Buka Tuir (PLP)              | Félix da Costa (FRETILIN)                | Helena Martins Belo (FRETILIN)         |
|                                     | Kommission G: Kommission für Bildung, Jugend, Kultur und Bürgerrechte                                    | António Verdial de Sousa (KHUNTO)                 | Josefa Álvares Pereira Soares (FRETILIN) | Gabriela Alves (FRETILIN)              |